# Yvonne Wisseová
Yvonne Wisseová, provdaná Yvonne van Langen (* 6. června 1982, Vlissingen) je nizozemská atletka, která se věnuje sedmiboji a halovému pětiboji. Jejím největším úspěchem je stříbrná medaile z mistrovství Evropy do 23 let z roku 2003.
Na světovém šampionátu juniorů v Santiagu v roce 2000 skončila sedmá. O rok později se umístila na mistrovství Evropy juniorů v italském Grossetu na šestém místě. V roce 2005 se zúčastnila letní univerziády v tureckém İzmiru, kde s celkovým počtem 5 811 bodů skončila pátá. Na halovém mistrovství Evropy 2009 v Turíně byla v pětiboji osmá. Vrcholem letní sezóny 2009 byl světový šampionát v atletice pořádaný v německém Berlíně, kde byla jedinou zástupkyní Nizozemska ve víceboji. S konečným součtem 5 704 bodů však obsadila až dvacátou pozici.

## Osobní rekordy
- halový pětiboj – 4 536 bodů – 8. února 2009, Tallinn
- sedmiboj – 6 100 bodů – 31. květen 2009, Götzis